# Paulodora matarazzoi
Paulodora matarazzoi är en plattmaskart som beskrevs av Ernst Marcus 1948. Paulodora matarazzoi ingår i släktet Paulodora och familjen Polycystididae. Inga underarter finns listade i Catalogue of Life.